# Christian Lenzer
Christian Lenzer (* 19. Februar 1933 in Burg (Herborn); † 21. September 2022 ebenda) war ein deutscher Politiker der CDU. 

## Ausbildung und Ämter
Lenzer war von Beruf Gymnasiallehrer und ist seit 1963 Mitglied der CDU. Er war von 1969 bis 1998 Mitglied des Deutschen Bundestages. Mit Ausnahme der Bundestagswahl von 1983 zog Lenzer immer über die Landesliste Hessen in den Bundestag ein. 1983 wurde Lenzer direkt im Wahlkreis Lahn-Dill gewählt.
1968 bis 1990 war er Mitglied des Kreistages des Dillkreises und dessen Nachfolger, des Lahn-Dill-Kreises. 1977 bis 1979 war er Vorsitzender von dessen Kreistag.

## Ehrungen
- 1978: Verdienstkreuz am Bande der Bundesrepublik Deutschland
- 1985: Verdienstkreuz 1. Klasse der Bundesrepublik Deutschland
- 1989: Großes Verdienstkreuz der Bundesrepublik Deutschland